# Gran Premio Città di Lugano 2018
Il Gran Premio Città di Lugano 2018, trentacinquesima edizione della corsa, valevole come evento dell'UCI Europe Tour 2018 categoria 1.1, si svolse il 3 giugno 2018 su un percorso di 185,2 km, con partenza e arrivo a Lugano, in Svizzera. La vittoria fu appannaggio dell'austriaco Hermann Pernsteiner, che completò il percorso in 4h53'05" alla media di 37,914 km/h, precedendo gli italiani Kristian Sbaragli e Enrico Gasparotto.
Al traguardo di Lugano 29 ciclisti, dei 107 alla partenza, portarono a termine la competizione.

## Squadre e corridori partecipanti
| N.    | Cod. | Squadra                         |
| ----- | ---- | ------------------------------- |
| 1-7   | TBM  | Bahrain-Merida                  |
| 11-17 | UAD  | UAE Team Emirates               |
| 21-27 | ANS  | Androni Giocattoli-Sidermec     |
| 31-37 | BRD  | Bardiani CSF                    |
| 41-47 | GAZ  | Gazprom-RusVelo                 |
| 51-57 | ICA  | Israel Cycling Academy          |
| 62-67 | NIP  | Nippo-Vini Fantini-Europa Ovini |
| 71-77 | WIL  | Wilier Triestina-Selle Italia   |
| 81-87 | AMO  | Amore & Vita-Prodir             |

| N.      | Cod. | Squadra                 |
| ------- | ---- | ----------------------- |
| 91-97   | BIC  | Biesse Carrera Gavardo  |
| 101-107 | SMV  | Sangemini-MG.K Vis-Vega |
| 111-117 | AZT  | d'Amico Utensilnord     |
| 121-127 | TDA  | Team Dauner D&DQ/Akkon  |
| 131-137 | SLV  | Team Sauerland NRW      |
| 141-147 | PLK  | Polartec Kometa         |
| 151-155 | ILU  | Team Illuminate         |
| 161-166 | MKT  | Meridiana Kamen Team    |

## Ordine d'arrivo (Top 10)
| Pos. | Corridore           | Squadra      | Tempo    |
| ---- | ------------------- | ------------ | -------- |
| 1    | Hermann Pernsteiner | Bahrain-Mer. | 4h53'05" |
| 2    | Kristian Sbaragli   | Israel       | a 32"    |
| 3    | Enrico Gasparotto   | Bahrain-Mer. | a 1'33"  |
| 4    | Diego Ulissi        | UAE          | a 1'40"  |
| 5    | Giovanni Visconti   | Bahrain-Mer. | s.t.     |
| 6    | Domenico Pozzovivo  | Bahrain-Mer. | s.t.     |
| 7    | Giulio Ciccone      | Bardiani     | a 1'57"  |
| 8    | Antonio Nibali      | Bahrain-Mer. | a 2'43"  |
| 9    | Andrea Vendrame     | Androni      | s.t.     |
| 10   | Michele Gazzara     | Sangemini    | a 3'11"  |